# Katsuya Nagato
Katsuya Nagato (永戸 勝也 Nagato Katsuya?, Sakura, Chiba, 15 de enero de 1995) es un futbolista japonés que juega como defensa en el Vissel Kobe de la J1 League.

## Trayectoria

### Clubes
| Club                | País  | Año       |
| ------------------- | ----- | --------- |
| Vegalta Sendai      | Japón | 2017-2019 |
| Kashima Antlers     | Japón | 2020-2021 |
| Yokohama F. Marinos | Japón | 2022-2025 |
| Vissel Kobe         | Japón | 2025-     |

## Palmarés

### Títulos nacionales
| Título             | Club                | País  | Año  |
| ------------------ | ------------------- | ----- | ---- |
| J1 League          | Yokohama F. Marinos | Japón | 2022 |
| Supercopa de Japón | Yokohama F. Marinos | Japón | 2023 |